# Ilex guaiquinimae
Ilex guaiquinimae är en järneksväxtart som beskrevs av J.A. Steyermark. Ilex guaiquinimae ingår i släktet järnekar, och familjen järneksväxter. Inga underarter finns listade i Catalogue of Life.